# Algemene verkiezingen in Botswana (2019)

De resultaten per kiesdistrict.

De Algemene verkiezingen in Botswana van 2019 vonden op 23 oktober plaats. De verkiezingen werden gewonnen door de regerende Botswana Democratic Party (BDP), die ondanks een conflict in de partijgelederen waarbij oud-president Ian Khama de BDP en zich aansloot bij de Botswana Patriotic Front (BPF), haar zetelaantal in de Nationale Vergadering zag toenemen met één en in totaal op 38 zetels uitkwam. De opkomst bij de verkiezingen was 84,2%. Alle leiders van de oppositiepartijen werden in hun kiesdistricten verslagen door kandidaten van de BDP.

## Deelnemende partijen
- Botswana Democratic Party, gematigd conservatief, aan de macht sinds de onafhankelijkheid in 1966;
- Umbrella for Democratic Change, sociaaldemocratisch, gematigd, een bundeling van oppositiepartijen;
- Alliance for Progressives, liberaal;
- Botswana Patriotic Front, populistische partij, opgericht door oud-president Ian Khama;
- Botswana Movement for Democracy, liberale afsplitsing van de BDP;
- Real Alternative Party, nieuwe politieke partij.

## Nationale Vergadering
Het aantal kiesgerechtigden bedroeg 924.709, waarvan 778.181 (84,2%) hun stem uitbrachten. Naast de 57 gekozen leden, zijn er ook 8 benoemde en ex officio personen lid van de Nationale Vergadering: de President van het land, de landsadvocaat, vier door de regeringspartij benoemde leden en vier door de regering benoemde leden.
| Partij                          | Partij                          | Zetels  | %      |
| ------------------------------- | ------------------------------- | ------- | ------ |
|                                 | Botswana Democratic Party       | 38 (+1) | 52,65  |
|                                 | Umbrella for Democratic Change  | 15 (-3) | 35,89  |
|                                 | Alliance for Progressives       | 1       | 5,12   |
|                                 | Botswana Patriotic Front        | 3       | 4,41   |
|                                 | Botswana Movement for Democracy | 0 (-2)  | 0,70   |
|                                 | Real Alternative Party          | 0       | 0,02   |
| Partijloos                      | Partijloos                      | 0       | 1,65   |
| Benoemde en Ex officio leden    | Benoemde en Ex officio leden    | 8       |        |
| Totaal                          | Totaal                          | 65      | 100,00 |
| Geregistreerde kiezers/ opkomst | Geregistreerde kiezers/ opkomst | 924.709 | 84,20  |
| Bron: Carr                      |                                 |         |        |

## Presidentsverkiezingen
De Nationale Vergadering koos in nieuwe samenstelling Mokgweetsi Masisi tot president van Botswana voor een termijn van vijf jaar. Masisi was jarenlang vicepresident en volgde in 2018 Ian Khama op als staatshoofd.

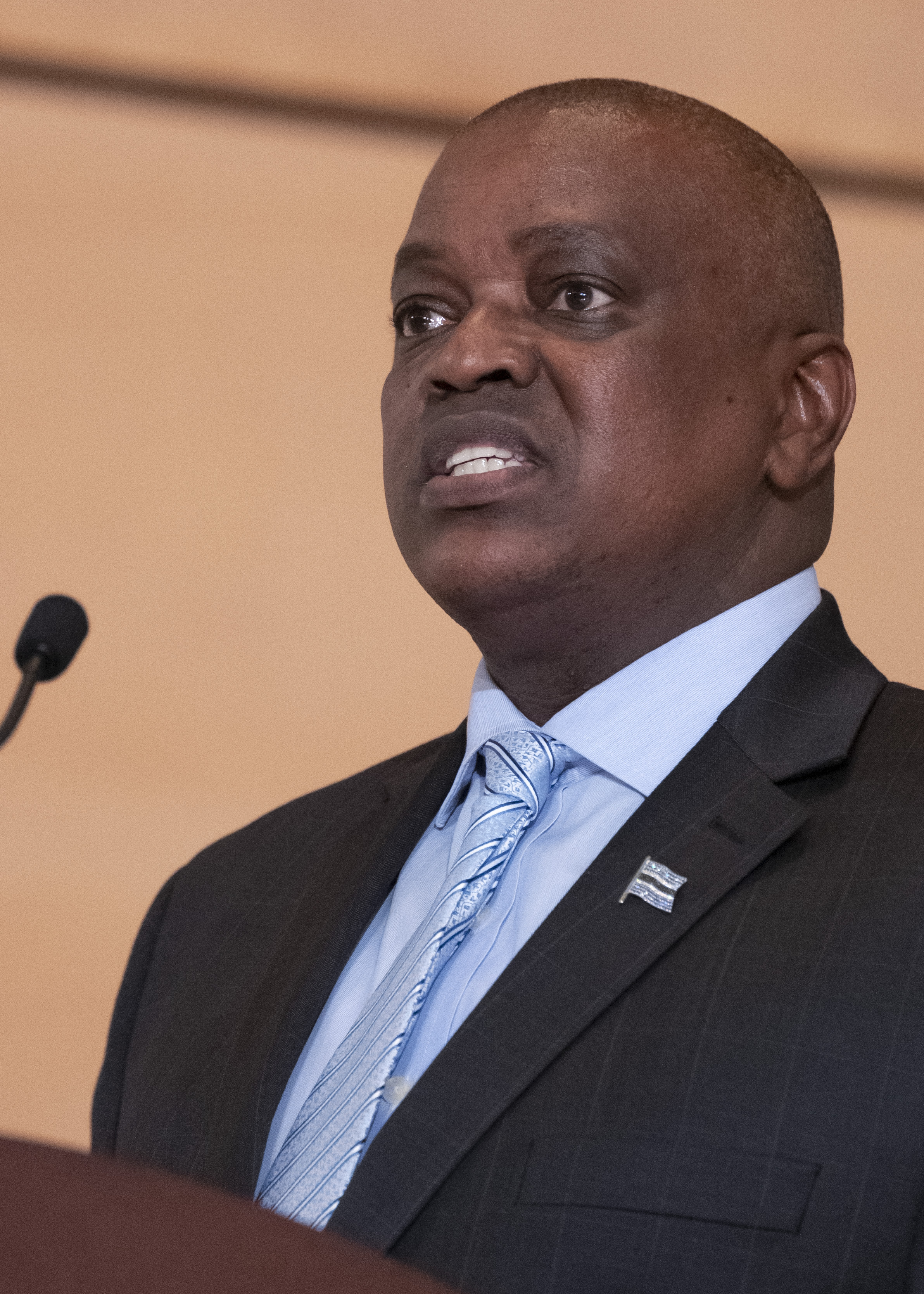
Zittend president Mokgweetsi Masisi werd door de Nationale Vergadering tot president gekozen.

Algemene en regionale verkiezingen: 1965 · 1969 · 1974 · 1979 · 1984 · 1989 · 1994 · 1999 · 2004 · 2009 · 2014 · 2019 ·  2024

Referenda: 1987 · 1997 · 2001
]